# Rainforest Flora
La Flora de la Selva (en inglés: Rainforest Flora), es un vivero de venta al público y jardín botánico de 16 acres (65,000 m²) de extensión, de administración privada en Torrance, California, Estados Unidos.
Su código de reconocimiento internacional como institución botánica (en el Botanical Gardens Conservation International BGCI), así como las siglas de su herbario es FRTUS.

## Localización
Rainforest Flora, 19121 Hawthorne Blvd. Torrance, Los Ángeles County, California CA 90503 United States of America-Estados Unidos de América.
Planos y vistas satelitales.37°57′36″N 122°0′0″O / 37.96000, -122.00000
La entrada es gratuita.

## Historia
Flora, Inc. fue creado en 1976 por Paul T. Isley III, Jerrold A. Robinson, y William Harris.
Paul Isley había introducido las Tillandsias mientras que era un estudiante en la UCLA en la década de 1960. Estas plantas que crecían sin suelo le fascinaban. Algunos años después de que se graduara en la UCLA con un grado en economía, viajó con un amigo a través de México y Guatemala recogiendo algunas plantas.
Bill Harris era un consultor en administración de empresas canadiense, junto con su esposa, Ana, ambos enamorados de Guatemala, se trasladaron allí a inicios de 1970. Bill abrió el primer negocio de exportación de Tillandsia en ese país.
Rainforest Flora, Inc. intentó desde inicios de 1980 llegar a ser autosuficiente en la producción de Tillandsias. Teniendo en cuenta que las plantas tardan desde seis a veinte años en madurar a partir de las semillas, ésta no era ninguna pequeña tarea.
Las plantas se producen en dos instalaciones en el norte del condado de San Diego, California. El espacio horizontal total cada vez mayor para las plantas es casi de 300.000 pies cuadrados y las Tillandsias en las varias etapas del crecimiento se cuentan en millones lo que hacen de Rainforest Flora el productor más grande de Tillandsias en Norteamérica y uno de los más grande del mundo.
Además de Tillandsias se han introducido otras numerosas especies de plantas de origen tropical en sus cultivos.

## Colecciones
Entre sus colecciones son de destacar:
- Tillandsias y bromelias, de varias zonas biogeográficas.
- Neoregelias
- Guzmanias y Vrieseas
- Helechos cuernos de arce Platycerium.
- Palmas tropicales y Cycas